# Kaspar Stiblin
Kaspar Stiblin, lateinisch: Gasparus Stiblinus (* 1526 in Amtzell; † 1562 oder 1563 in Würzburg) war ein deutscher Lehrer der Alten Sprachen zur Zeit des Renaissance-Humanismus.

## Leben
Stiblin studiert von 1548 an in Freiburg im Breisgau, 1549 machte er den Baccalaureus, 1550 den Magister Artium. Darauf begann er, an der Artistenfakultät Latein zu studieren, mehr ist jedoch nicht bekannt. 1553 floh er vor der Pest nach Schlettstadt (französisch: Sélestat), wo Beatus Rhenanus sechs Jahre zuvor verstorben war und seine Bibliothek der Stadt vermacht hatte. Bis 1559 war er dort als Lateinlehrer tätig. Danach war er bis 1561 Rektor der Lateinschule in Freiburg im Breisgau. 1561 erhielt er einen Ruf auf die Professur für Latein am Paedagogium Illustre in Würzburg, den er annahm, jedoch nur kurze Zeit noch genießen können sollte.

## Werke
Bekannt ist Stiblin für drei Werke, eine Abhandlung über die Mädchenerziehung (Coropaedia), eine Utopie Über den Staat der Glückseligen (de Eudaemonensium republica commentariolus), die an das vorgehende Werk angehängt ist, und eine 18 Tragödien umfassende annotierte Euripides-Ausgabe samt Übersetzung. Seine Werke ließ er vornehmlich in Basel bei Johannes Oporinus drucken. Weitere kleine Schriften sind an verschiedenen Orten publiziert. Unter anderem verfasste er zusammen mit Konrad Dinner eine Elegie auf den ermordeten Würzburger Bischof Melchior Zobel.

## Schriftenverzeichnis (Auswahl)
- Coropaedia, sive de Moribus et vita virginum sacrarum, libellus …, Gasparo Stiblino autore. Eiusdem de Eudaemonensium republica commentariolus, Basileae per Joannem Oporinum, 1555 (online)

- Euripides poeta tragicorum princeps, in latinum sermonem conversus, adjecto e regione textu graeco ... autore Gasparo Stiblino. Accesserunt Jacobi Micylli de Euripidis vita... item de tragoedia et ejus partibus prolegomena quaedam ; item Joannis Brodaei... annotationes doctiss., nunquam antea in lucem editae. Basileae, per Ioannem Oporinum, 1562, (online)

- Euripidis tragoediae quae extant, cum latina Gulielmi Canteri interpretatione … Scholia doctorum virorum in septem Euripidis tragoedias, ex antiquis exemplaribus ab Arsenio, Monembasiae archiepiscopo, collecta. Accesserunt doctae Johannis Brodaei, Gulielmi Canteri, Gasparis Stiblini, Aemilii Porti in Euripidem annotationes ... Genovae, excudebat P. Stephanus, 1602.